# Reply Deutschland
Die Reply Deutschland SE mit Hauptsitz in Gütersloh ist eine Tochtergesellschaft des italienischen IT-Dienstleisters Reply.
Seit 2008 gehörte die Reply Deutschland laut dem Marktforschungsunternehmen Lünendonk zu den größten IT-Beratungshäusern und Systemintegratoren in Deutschland.

## Aktivität und Kennzahlen
Im Jahr 2012, vor der Verschmelzung mit der Reply S.p.A., erwirtschaftete das Unternehmen mit etwa 400 Mitarbeitern einen Umsatz in Höhe von 59,2 Mio. Euro. Der EBIT lag bei 2,77 Mio. Euro.

## Geschichte
Das Unternehmen wurde 1983 als Syskoplan GmbH von Manfred Wassel gegründet, der bis dahin Leiter der System-Technik bei Bertelsmann war. Im Jahr 2000 wurde das Unternehmen in eine Aktiengesellschaft umgewandelt, dessen Aktien im November erstmals am Neuen Markt der Frankfurter Wertpapierbörse gehandelt wurden.
Im Dezember 2005 übernahm die italienische Reply S.p.A. 53,9 % der syskoplan-Anteile. Am 5. April 2006 übernahm Syskoplan die MacrosInnovation GmbH aus München, am 7. Januar 2007 die Xuccess Consulting GmbH aus München.
Aufgrund eines Beschlusses der Hauptversammlung vom 29. Juni 2011 wurde Syskoplan am 29. Juli 2011 in Reply Deutschland umbenannt. Unter dieser Dachmarke bündelt der Reply-Konzern sein Deutschlandgeschäft. Seit dem 1. August 2011 gehören auch die Riverland Reply GmbH sowie die Live Reply GmbH zur Reply Deutschland. Im Dezember 2013 wurde die Reply Deutschland AG mit der italienischen Mutter verschmolzen; die verbleibenden freien Aktionäre erhielten Aktien der Reply S.p.A.
Die Marke Syskoplan wird von verschiedenen Geschäftseinheiten weiter verwendet. Der Fokus dieser Geschäftseinheiten liegt auf SAP-nahen Entwicklungen.
- Syskoplan CX[5][6]
- Syskoplan IE[7]
- Syskoplan US[8]

Unter dem Dach der Reply Deutschland SE existieren über 100 Firmen aus dem sogenannten Reply Netzwerk, darunter  AXULUS Reply, MACROS Reply, Arlanis Reply, Vanilla Reply und viele mehr.  